# آکیکو نیواتا
آکیکو نیواتا (انگلیسی: Akiko Niwata؛ زادهٔ ۱۲ سپتامبر ۱۹۸۴) بازیکن فوتبال اهل ژاپن است.
وی همچنین در تیم‌های ملی فوتبال زیر ۲۰ سال ژاپن زنان ژاپن بازی کرده‌است.